# 维尔纳·法伊曼
维尔纳·法伊曼（德語：Werner Faymann，發音：[ˈvɛʁnɐ ˈfaɪman]；1960年5月14日—），奥地利政治家、曾任奥地利总理。
2016年，由于未得到其所屬奥地利社会民主党一致支持，维尔纳·法伊曼宣布辞去奥地利总理和该党领导人职务。

## 生平
1960年5月4日生于维也纳，法伊曼于1985年至1988年任Zentralsparkasse银行（现为奥地利银行）顾问。1988年担任成为维也纳租户咨询（the Viennese Tenants' counselling）的总干事和州主席。他还担任青年社会主义维也纳州主席，从1985年至1994年，他成为维也纳州议会和市议会议员，同时担任住房建设和城市更新的多项职务。
法伊曼在阿尔弗雷德·古森鲍尔政府任運輸及創新科技部部長（2007－2008年）。
2008年6月16日，法伊曼取代古森鲍尔，当选为社会民主党主席。由于人民党退出联合政府，2008年9月28日提前举行议会选举。在大选中，奥地利社会民主党虽然比上届大选失去11个席位，但是仍然以29.26％的得票率领先于奥地利人民党的25.98%。经过艰苦谈判，12月2日社会民主党和人民党组成大联合政府，法伊曼出任总理。2013年成功連任。但社民黨和人民黨的得票率創歷來新低，兩黨合共僅取得過半數。

## 个人生活
法伊曼已婚，育有两个孩子。